# Flora Encantada
Flora Encantada é uma série de televisão brasileira exibida entre 11 de outubro de 1999 e 17 de março de 2000, foi transmitida às 10h30 na TV Globo em 106 episódios. O programa era exibido dentro do Angel Mix, programa apresentado por Angélica, que interpretava a protagonista da série, com roteiros de Mariana Caltabiano, Fabiana Igrejas, Adriana Avellar, Luiz Carlos Góes, Rodrigo Murat, Sérgio Melo e Cristiane Dantas. Direção de Rogério Gomes, Ulisses Cruz e Marcelo Zambelli.

## Produção
A produção se tratava de uma série com tema ecológico que transmitia noções de cidadania, preservação da natureza, qualidade de vida, cidadania e solidariedade. A implantação e supervisão da série estavam a cargo da Diretoria de Desenvolvimento de Projetos, sob o comando de Roberto de Oliveira, e fazia parte de um projeto da TV Globo para criar produtos nacionais de meia hora de duração, que buscassem o equilíbrio entre divertimento e educação, era o chamado Edutaintment. O programa contava com oito bonecos confeccionados e manipulados pela equipe de Quiá Rodrigues e Renato Spinelli. Divertidos e coloridos, os bonecos encantaram não apenas pela aparência (foram bem confeccionados pelos autores dos bonecos do extinto TV Colosso) mas também por suas manias e peculiaridades.
Os cenários, criados por Fumi Hashimoto, apresentavam três ambientes diferentes: a floresta, a sede da reserva e a casa da bruxa Gana Ganância. Tudo fazia referencia aos desenhos animados e aos elementos de pop art, o que deu um visual diferenciado ao programa. Quando estreou, Flora Encantada apresentava duas a três histórias curtas e independentes por dia, seguindo o formato dos desenhos animados. A partir de 21 de fevereiro de 2000, no entanto, as histórias passaram a ser semanais, acelerando o ritmo do programa. Apesar disso no mês seguinte o programa deixou de ser exibido em março de 2000.

## Enredo
Flora é uma moça com dons de fazer as plantas florescerem, que herda do avô uma reserva ecológica localizada no meio de uma grande cidade. Para defender sua reserva dos impulsos destrutivos da bruxa Gana Ganância (Fernanda Lobo) e seus aliados, Flora conta com a ajuda de seus amigos, o duende Gafa (Leonardo Miggiorin) e o índio Mirim (Vanilson Bente), unindo forças a fim de preservar sua floresta.
Além disso, contava com outros personagens: Tanachata, uma tanajura estressada; Toupeira, que usa um chapéu de escavador de mina; Joaninja, uma joaninha mensageira; as Flores Cantoras, três flores que cantam provérbios; e Traça & Papa, uma dupla de traças auxiliares de Gana Ganância. Com o tempo, outros bonecos entraram na trama como o macaco Bananico e o Morcegão.

## Reprise
Foi exibida pela primeira vez no Viva de 14 de abril de 2014 a 10 de fevereiro de 2015, substituindo Caça-Talentos e sendo substituída por Sandy & Junior, ganhando uma reexibição pelo mesmo canal a partir de 1 de março de 2021, substituindo Louco por Elas.
Está disponível para assinantes do pacote +Canais da Globoplay.

## Elenco
| Ator/Atriz         | Personagem      |
| ------------------ | --------------- |
| Angélica           | Flora Encantada |
| Fernanda Lobo      | Gana Ganância   |
| Leonardo Miggiorin | Gafa            |
| Vanilson Bente     | Mirim           |

Vozes dos bonecos
| Ator/Atriz         | Personagem      |
| ------------------ | --------------- |
| Cacá Sena          | Toupeira        |
| Cacá Sena          | Bananico        |
| Cacá Sena          | Morcegão        |
| André Bernardino   | Tanachata       |
| Quiá Rodrigues     | Traça           |
| Renato Spinelli    | Papa            |
| Daniella D'andréia | Joaninja        |
| Daniella D'andréia | Flores Cantoras |